# Мартінчек (округа Ружомберок)
Мартінчек (словац. Martinček) — село, громада округу Ружомберок, Жилінський край. Кадастрова площа громади — 2.48 км².
Населення 450 осіб (станом на 31 грудня 2018 року).

## Історія
Мартінчек згадується 1260 року.

## Населення
| Рік:            | 1994. | 2004.   | 2014.   | 2024.    |
| --------------- | ----- | ------- | ------- | -------- |
| Кількість осіб: | 386   | 383     | 416     | 466      |
| Різниця:        |       | -0,77 % | +8,61 % | +12,01 % |

| Рік:            | 2023. | 2024.   |
| --------------- | ----- | ------- |
| Кількість осіб: | 449   | 466     |
| Різниця:        |       | +3,78 % |